# Björktorp
Björktorp är en bebyggelse i Aspö socken i Strängnäs kommun. Björktorp ligger på västra sidan av Tosterön cirka 7 km nordväst om Strängnäs. Direkt söder om Björktorp ligger Sanda. Bebyggelsen i Björktorp ingick från 2015 till 2020 i tätorten Björktorp och Sanda efter att före 2015 och efter 2020 utgjort en egen småort. 